# Miagrammopes trailli
Espèce
Synonymes
- Miagrammopes traillii O. Pickard-Cambridge, 1882

Miagrammopes trailli est une espèce d'araignées aranéomorphes de la famille des Uloboridae.

## Distribution
Cette espèce est endémique du Brésil.

## Publication originale
- O. Pickard-Cambridge, 1882 : On new genera and species of Araneidea. Proceedings of the Zoological Society of London, vol. 1882, p. 423-442 (texte intégral).